# غار چهل چاه
غار چهل چاه مربوط به  دوره سلجوقی است و در شهرستان سربیشه، بخش مود، دهستان نهارجان، روستای چنشت واقع شده و این اثر در تاریخ ۸ بهمن ۱۳۸۵ با شمارهٔ ثبت ۱۷۰۷۵ به‌عنوان یکی از آثار ملی ایران به ثبت رسیده است.